# Fistula
Die Fistula (lateinisch für „Pfeife“ oder „Röhre“; auch bezeichnet als calamus oder pugillaris) ist ein liturgisches Gerät, das im römischen Ritus der katholischen Kirche Verwendung finden kann.
Es handelt sich dabei um ein in der Regel aus Silber gefertigtes Röhrchen, mit dessen Hilfe bei der heiligen Kommunion  der Wein aus dem Kelch getrunken wird. Mit dieser Prozedur sollte ursprünglich wohl die Gefahr des Verschüttens verringert werden. Einstmals im ganzen Abendland verbreitet, wurde die Fistula mit dem Verzicht auf die Kelchkommunion der Laien bis zur Liturgiereform 1969/70 nur noch bei der  Papstmesse für den Papst und den Kardinaldiakon gebraucht. Ferner fand sie noch vielfach Verwendung beim Nehmen des Ablutionsweins.
Das Missale Romanum sieht seit 1969 den Gebrauch der Fistula (jetzt durchgängig calamus genannt) bei der Kelchkommunion der Zelebranten und der
Laien als Möglichkeit vor. Durchgesetzt hat sich diese Übung jedoch nicht und ist in der Fassung 2002 nur noch für Zelebranten, nicht aber für Laien rubrizistisch geregelt.